# Badoda
Badoda là một thành phố và khu đô thị của quận Sheopur thuộc bang Madhya Pradesh, Ấn Độ.

## Nhân khẩu
Theo điều tra dân số năm 2001 của Ấn Độ, Badoda có dân số 15.672 người. Phái nam chiếm 53% tổng số dân và phái nữ chiếm 47%. Badoda có tỷ lệ 48% biết đọc biết viết, thấp hơn tỷ lệ trung bình toàn quốc là 59,5%: tỷ lệ cho phái nam là 61%, và tỷ lệ cho phái nữ là 34%. Tại Badoda, 19% dân số nhỏ hơn 6 tuổi.